# Faro (film)
Faro är en svensk dramafilm från 2013 i regi av Fredrik Edfeldt. I rollerna ses bland andra Jakob Cedergren, Clara Christiansson och Maria Heiskanen.

## Om filmen
Faro producerades av Fatima Varhos och Anna Croneman. Manuset skrevs av Karin Arrhenius. För foto stod Mattias Montero och för klippning Harri Ylönen och Daniel Jonsäter. Filmen hade premiär den 26 januari 2013 på Göteborgs filmfestival och biopremiär den 15 mars samma år. Skådespelaren Göran Stangertz som syns i rollen som polis avled några månader före premiären och Faro blev därmed hans sista filmroll. Faro nominerades till priset Dragon Award vid Göteborgs filmfestival 2013.

## Handling
En far har mördat en annan man och polisen är honom på spåren. Hans dotter, som är hans ögonsten, kommer som en följd av detta att omhändertas. Fadern och dottern packar bilen och ger sig av i gryningen ut på en planlös flykt från polisen och de sociala myndigheterna.

## Rollista
- Jakob Cedergren – pappan
- Clara Christiansson Drake – Hella
- Maria Heiskanen – socialarbetare
- Göran Stangertz – polis
- Gunnel Fred – kvinnan i skogen
- Per Burell – poliskollega
- Lena Carlsson – mamman
- Elisabeth Göransson – stugägarkvinnan
- Thomas Nystedt – stugägarmannen
- Mats Björklund – polis med hund
- Magnus Andersson – polisassistent
- Gunnar Abrahamsson – gubben i skogen
- Maria Karlsson – receptionist på polisstationen

## Mottagande
Filmen fick ett blandat mottagande och har medelbetyget 3,1/5 på Kritiker.se, baserat på 22 recensioner. Högst betyg fick den av Plaza Kvinna och Upsala Nya Tidning (båda 5/5) och lägst av Aftonbladet och Capishe (båda 1/5).